# Lipci
Lipci är en ort i Montenegro. Den ligger i den sydvästra delen av landet, 50 km väster om huvudstaden Podgorica. Lipci ligger 5 meter över havet och antalet invånare är 1 200.
Terrängen runt Lipci är kuperad åt sydväst, men åt nordost är den bergig. Lipci ligger nere i en dal. Runt Lipci är det ganska glesbefolkat, med 48 invånare per kvadratkilometer. Närmaste större samhälle är Herceg Novi, 11,0 km väster om Lipci. 